# Portret generała Henryka Dembińskiego
Portret generała Henryka Dembińskiego także Portret jenerała Henryka Dembińskiego – obraz olejny malarza Henryka Rodakowskiego. Dzieło jest przechowywane w Muzeum Narodowym w Krakowie.

## Historia

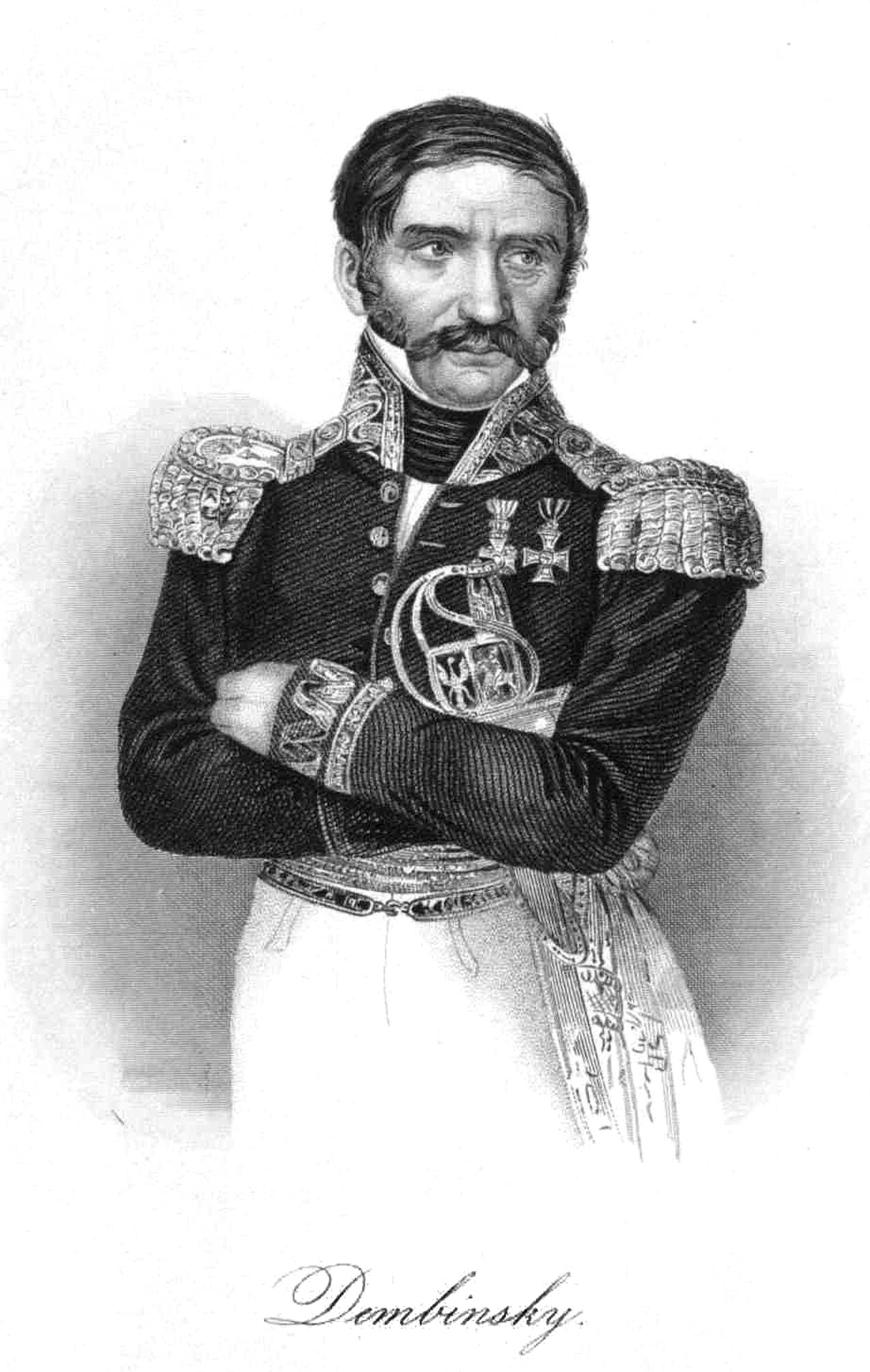
Portret gen. Dembińskiego. Litografia na podstawie rysunku J. Kurowskiego

Obraz został namalowany specjalnie na Salon paryski w 1852 r. Artysta prawdopodobnie inspirował się przy jego powstaniu obrazem "Praga 1831"  Léona Cognieta. Cogniet był nauczycielem Rodakowskiego oraz był uważany za przyjaciela Polski i Polaków, stronnika ich walki narodowowyzwoleńczej. Wspomniany obraz przedstawiał polskiego oficera na tle płonącego miasta i pola bitwy zasłanego ciałami poległych. Żołnierz ten stoi dumnie wyprostowany z rękami założonymi na piersi i z twarzą wyrażającą gniew. Obraz ten został spopularyzowany później jako grafika wykonana przez Jean-Pierra Jazeta. Inspiracją do sylwetki oficera na obrazie Cognieta mogła być z kolei litografia przedstawiająca gen. Henryka Dembińskiego, wydana w Lipsku i Berlinie w 1832 r.,  a wykonana wg rysunków Józefa Kurowskiego.

## Opis
Portret przedstawia generała Henryka Dembińskiego, uczestnika kampanii napoleońskich, powstania listopadowego i rewolucji węgierskiej, osobę znaną francuskiej opinii publicznej z licznych artykułów publikowanych w prasie i wspomnień wydanych w 1832 r., symbol walki Polaków o niepodległość. Generał jest ukazany w mundurze oficera armii węgierskiej, siedzi samotnie w namiocie sztabowym na bębnie. Dembiński wspiera głowę na zaciśniętej w pięść dłoni. Obok niego na baryłce prochu spoczywa mapa. W tle, widocznym za połą namiotowego płótna, widać żołnierzy rewolucyjnej armii węgierskiej w rozległym krajobrazie.
Malarz wpisał sylwetkę portretowanego bohatera w  kształt trójkąta równoramiennego, klasyczną figurę stosowaną w malarstwie. Również 
postać wodza na tle bitwy, to tradycyjne ujęcie tematu, stosowane szeroko w malarstwie barokowym. Kolorystyka obrazu jest ciemna, oparta na zgaszonych zieleniach, złotych brązach, czerniach i akcentach ochry i głębokiej czerwieni.
W prawym dolnym rogu obrazu znajduje się sygnatura: „H. Rodakowski 1852”. W lewym górnym rogu malarz umieścił napis: „jen. Henryk / Dembiński”.

## Odbiór i interpretacje
Portret generała Henryka Dembińskiego na Salonie otrzymał wielki złoty medal pierwszej klasy w dziedzinie portretu. Został entuzjastycznie przyjęty przez krytyków francuskich i polskich, pisali o nim m.in. Théophile Gautier, Maxime Du Camp i Louis Clément de Ris. Eugène Delacroix zapisał w swoim Dzienniku, że obraz olśnił go na wystawie, Delacroix był też podobno osobą, która wytypowała portret do medalu. Cyprian Kamil Norwid poświęcił temu dziełu wiersz, zamieszczony w liście do Juliusza Kossaka w 1856r.
Portret jest jednocześnie głęboką psychologiczną analizą modela jak i obrazem w pewnym sensie alegorycznym, niosącym ze sobą głębsze treści. Pod względem historycznym krytycy dostrzegają w nim przede wszystkim elementy romantyczne, ale także realistyczne i akademickie.
Współcześnie obraz jest interpretowany jako portret zmęczonego i samotnego wodza pokonanej armii, znużonego bohatera rozmyślającego w pozie Chrystusa Frasobliwego. Z drugiej strony podkreśla się, że biografia Dembińskiego, nieustannie szukającego okazji do walki o sprawę polską, jak i sama treść dzieła wyklucza jednoznaczne skojarzenie z porażką. Dłoń generała spoczywa na rękojeści szabli, a poza namiotem trwa nierozstrzygnięta bitwa- takie symbole nie mogą nieść znaczenia o całkowitej klęsce polskiej walki o niepodległość. Wg tej interpretacji w obrazie nie ma rezygnacji, ale refleksja, a postać gen. Dembińskiego została wybrana celowo w celu podtrzymania na duchu Polaków i oddania hołdu wszystkim uczestnikom Wiosny Ludów.